# Redman (rapper)
Reginald "Reggie" Noble (født 17. april 1970), bedre kendt under kunstnernavnet Redman, er en amerikansk rapper. Han blev født i Newark i New Jersey og blev berømt i begyndelsen af 1990'erne som en kunstner for Def Jam pladeselskabet. Han har også medvirket i film som How High og Scary Movie 3, og blandt andet i videospillene, Def Jam Vendetta, Def Jam: Fight for NY, Def Jam: Icon og True Crime: New York City. 

## Diskografi
- 1992: Whut? Thee Album
- 1994: Dare Iz a Darkside
- 1996: Muddy Waters
- 1998: El Niño (med Def Squad)
- 1998: Doc's da Name 2000
- 1999: Blackout! (med Method Man)
- 2001: Malpractice
- 2007: Red Gone Wild
- 2007: Muddy Waters 2
- 2008: Doc's Da Name 3000

## Andre medier

### Videospil
- NBA 2K1 (Skjult spiller)
- Def Jam Vendetta
- Def Jam: Fight for NY
- Def Jam: Icon
- True Crime: New York City
- NBA 2K6 (24/7 EBC mode), optræder som kendt

### Fjernsynsserier
- The Wayans Bros. (1998)
- The Jamie Foxx Show (2000) Sæson 4 episode 21 "Jamie in the Middle"
- Chapelle's Show Sæson 1
- Trippin' (2005)
- Method & Red
- Wild 'N Out (2007) Season 4
- Celebrity Rap Superstar (2007) Mentor

### Filmografi
- 1999: Colorz of Rage
- 1999: PIGS
- 2000: Boricua's Bond
- 2001: Statistic: The Movie
- 2001: How High
- 2002: Doggy Fizzle Televizzle (skit appearance)
- 2002: Stung
- 2003: Thaddeus Fights the Power!
- 2003: Scary Movie 3
- 2004: Method & Red
- 2004: Seed of Chucky
- 2006: High Times Stony Awards (Cohost)[1]
- 2007: RUN'S HOUSE